# Бутоју (Јаломица)
Бутоју (рум. Butoiu) насеље је у Румунији у округу Јаломица у општини Свети Ђорђе. Oпштина се налази на надморској висини од 48 m.

## Становништво
Према подацима из 2002. године у насељу је живело 810 становника, од којих су сви румунске националности.